# مصاوغ مرآتي

(S)-(+)-حمض لاكتيك (يسار) و (R)-(–)-حمض لاكتيك (يمين) صور مرآوية غير متطابقة لبعضهما البعض

المتصاوغات المرآتية أو المصاوغات المرآتية في الكيمياء يقال لإثنين من المصاوغات الفراغية بأنها متخايلة أو متقابلة ضوئية كأن كل واحدة منهما صورة مرآة للأخرى. ويعرفا أيضا بالمتخايل الأيمن والأيسر، كما أن المتخايلات متصاوغات فراغية جزيئاتها لا تنطبق صورها في المرآة على بعض.
وللمتخايلات أو المتقابلات الضوئية –عند تواجدها في بيئة متشابهة - خواص كيميائية وفيزيائية متطابقة فيما عدا قدرتها على تدوير مستوى الضوء المستقطب الخطي بنفس القيمة ولكن في اتجاهين مختلفين. ويسمى المحلول المتكون من متزامرات نشيطة ضوئيا وإينانتومراتها بالمخلوط الراسمي وليس له قدرة على تدوير مستوى الضوء المستقطب الخطي. ومزيد من التوضيح لهذا في الملاحظات السفلية للتزامر الضوئي.
وفي البيئة غير المتماثلة مثل البيئة الحيوية يمكن أن تتفاعل المتخايلات بسرعات مختلفة مع المواد الأخرى. وهذا هو أساس تصنيع الكايرال.
وهناك العديد من الطرق لتسمية المركبات الكايرالية أو ما يدعى بالمركبات اليدوانية، وكلها تستخدم كبادئة قبل الاسم الكيميائي للمادة:
- (+) مقابل (-)
- D- مقابل L-
- (R)- مقابل (S)-

طريقة (+) مقابل (-) مبنية على قدرة المادة لتدوير الضوء المستقطب. والطريقتان الأخرتان مبنيتان على الهندسة الفعلية لكل إينانتومر.
وفي الطبيعة، فإن عديد من المواد الكايرالية تنتج فقط في شكل ضوئي واحد، بينما (معظم) الكايرال التي يتم تصنيعها بواسطة الإنسان تتم بمخاليط راسمية.
الكيمياء الفراغية للإينانشيوميرات لها أهمية كبيرة في هذه الأيام. وقد أوصت إدارة الطعام والأدوية الأمريكية بتقديم الدواء الذي به جزيئات لها مراكز فراغية للمرضى في صورة الإينانتومر النشط فقط ولا يتم تقديم الدواء في صورة مخلوط راسمي.

## تعريفات
- أي مادة كايرالية غير راسمية تسمى سكاليميك.
- يكون للمادة الكايرال إينانتومر أو كايرال متغاير عندما يكون أحد إثنين من الإينانتومرات موجود.
- يكون للمادة الكايرال إينانتومر أو كايرال متغاير عندما يوجد زيادة من أحد الإينانشيوميرات ولكن بدون إقصاء الآخر.
- الزيادة من الإينانشيومير (ee) هو مقياس لكمية التواجد لأحد الإينانشيوميرات بالمقارنة بالأخر. فمثلا في عينة من 40 % ee في الشكل «أر» يكون 60% المتبقية هي مخلوط راسمي من 30% «أر» و 30% «إس» وتكون الكمية الكلية لل«أر» 70%.